# Szary świat
Szary świat – singel polskiej piosenkarki Sanah i polskiego zespołu muzycznego Kwiat Jabłoni. Utwór pochodzi z trzeciego albumu studyjnego Sanah pt. Uczta. Singel został wydany 17 marca 2022.
Kompozycja znalazła się na 1. miejscu listy AirPlay – Top, najczęściej odtwarzanych utworów w polskich rozgłośniach radiowych. Nagranie uzyskało w Polsce certyfikat dwukrotnie diamentowej płyty, przekraczając liczbę 500 tysięcy sprzedanych kopii.

## Geneza utworu i historia wydania
Piosenka została napisana i skomponowana przez Zuzannę Jurczak, natomiast za produkcję utworu odpowiadają Dominic Buczkowski-Wojtaszek i Patryk Kumór.
Singel ukazał się w formacie digital download 17 marca 2022 w Polsce za pośrednictwem wytwórni płytowej Magic Records w dystrybucji Universal Music Polska. Piosenka została umieszczona na trzecim albumie studyjnym Sanah – Uczta.
Utwór znalazł się na polskiej składance Hity na czasie: Lato 2022 (wydana 24 czerwca 2022).

## „Szary świat” w stacjach radiowych
Nagranie było notowane na 1. miejscu w zestawieniu AirPlay – Top, najczęściej odtwarzanych utworów w polskich rozgłośniach radiowych.

## Lista utworów
- Digital download[2]

1. „Szary świat” – 3:24

## Notowania
| Kraj   | Lista (2022–23)          | Najwyższa pozycja |
| ------ | ------------------------ | ----------------- |
| Polska | Billboard Poland Songs   | 1                 |
| Polska | OLiS – single w streamie | 85                |

| Kraj   | Lista (2022)      | Najwyższa pozycja |
| ------ | ----------------- | ----------------- |
| Polska | AirPlay – Top     | 1                 |
| Polska | AirPlay – Nowości | 1                 |

| Kraj   | Lista (2022)  | Pozycja |
| ------ | ------------- | ------- |
| Polska | AirPlay – Top | 27      |

## Certyfikaty i sprzedaż
| Data            | Certyfikat ZPAV     | Sprzedaż |
| --------------- | ------------------- | -------- |
| 18 maja 2022    | platynowa płyta     | 50 000+  |
| 7 grudnia 2022  | diamentowa płyta    | 250 000+ |
| 30 grudnia 2024 | 2× diamentowa płyta | 500 000+ |

## Wyróżnienia
| Rok  | Konkurs                  | Kategoria                   | Rezultat    |
| ---- | ------------------------ | --------------------------- | ----------- |
| 2022 | Gorąca 100               | 100 największych hitów 2022 | 6. miejsce  |
| 2022 | Przebój roku RMF FM 2022 | Przebój roku                | 23. miejsce |